# Barbados-Fadenschlange
Die Barbados-Fadenschlange (Tetracheilostoma carlae, Syn.: Leptotyphlops carlae) ist eine Schlangenart aus der Familie der Schlankblindschlangen (Leptotyphlopidae), die auf Barbados endemisch ist. Die Art wurde im Jahr 2008 von S. Blair Hedges wissenschaftlich beschrieben und nach seiner Frau Carla Ann Hass benannt. Darüber hinaus wurde aber auch bekannt, dass zwei unbeschriebene Museumsexemplare von dieser Schlange existieren, die 1889 und 1963 gesammelt wurden. Die Art ist die kleinste bekannte Schlange der Welt. 2025 wurde sie auf Barbados wiederentdeckt.

## Beschreibung
Adulte Tiere haben eine Gesamtlänge von im Mittel 99,4 mm und eine maximale Gesamtlänge von 104,0 mm, der Durchmesser beträgt in der Körpermitte im Mittel 2,51 mm. Das Lebendgewicht des Holotyps betrug 0,6 g. Die Schlange hat in der Körpermitte 14 Schuppenreihen, die Anzahl der Supralabialia und der Infralabialia beträgt jeweils vier.
Die Grundfarbe des Körpers ist oberseits dunkelbraun bis schwarz. Seitlich der Rückenmitte befinden sich zwei Paare gelblichgrauer Längslinien; dabei begrenzen die inneren beiden Linien eine drei Schuppenreihen breite, rotbraune und leicht irisierende Zone auf der Rückenmitte. Der Bauch und die unteren Flankenbereiche sind blass graubraun.

## Lebensweise
Das Gelege umfasst offenbar nur ein Ei, denn die beiden bisher gefundenen trächtigen Weibchen hatten jeweils nur ein Ei angelegt. Als ursprünglicher Lebensraum der Art gelten Tropische Regenwälder, diese sind auf Barbados jedoch vollständig vernichtet. Tetracheilostoma carlae bewohnt dort heute Sekundärwälder, aber auch diese bedecken im Bereich des Fundortes nur noch wenige Quadratkilometer. Über die Ökologie ist ansonsten nichts bekannt. Schlankblindschlangen leben im Allgemeinen grabend unter der Erdoberfläche und ernähren sich von Termiten und Ameisen sowie deren Larven; eine ähnliche Lebensweise ist daher auch für die Barbados-Fadenschlange zu vermuten.